# Кропотки-Яловицкие
Кропотки-Яловицкие (Крокотки-Яловицкие, первоначально — Еловицкие) — княжеский род, ветвь удельных князей Смоленских, берущих начало от Рюриковичей.
Родословная князей Кропоток-Еловицких прослеживается довольно чётко. Родоначальником их был Дмитрий Васильевич Смоленский, прозванный Кропотка, который традиционно считается племянником последнего князя смоленского Юрия Святославича.
В литературе его прозвище часто выводят от названия птицы (древнерусское «кропотка» означает «куропатка»), однако, более вероятно, что оно отражало черты его характера и князь Дмитрий был ворчливым или суетливым человеком. В любом случае, прозвище — в разных формах (Кропотка, Кропотчинич, Кропоткин, Крокотка, Крокотчанка) закрепилось за его потомками.
Князь Дмитрий Васильевич Кропотка имел трёх сыновей, и после упразднения в 1387 удельного Смоленского княжества двое из них (Александр Дмитриевич и Иван Дмитриевич) переехали в Великое княжество Московское, где стали основателями двух известных княжеских родов — Кропоткины. Владели уделом Можайского княжества, их потомки с середины XVI ст. служили старицким князям. Их брат — Дмитрий Дмитриевич Кропотка — остался в Великом княжестве Литовском (вероятно, что он также, как и его братья, некоторое время жил в Московии).
Двумя сыновьями Дмитрия Дмитриевича Кропотки были Фёдор Кропотчинич, который упоминается лишь в 1487—1488 годах (получил от Великого князя Литовского пожалования на 4 копы с берестейских трактиров и 6 коп со смоленской пошлины), и Иван Дмитриевич (тогда же получил 12 коп с луцкой пошлины, пожалован сукном и возом соли).
По письму, датированному 28 сентября 1485 года (3-го индикта) в Троках и адресованному тогдашнему луцкому старосте и маршалку Волынской земли Олизару Шиловичу, князь Иван Дмитриевич Кропотка получил от короля польского и Великого князя Литовского Казимира IV привилегию на села Яловичи (Елович) (со всеми принадлежностями, кроме мельниц), Ворсин, Чекня и Котелов в Луцком повете Волынской земли, которые перед тем держала «княгиня Свидригайлова». От названия первого из этих сёл потомки князя стали именоваться Яловицкими, а уже их преемники добавили к родовой фамилии приставку («придомок») — Кропотки (Крокотки).
Сын Ивана Дмитриевича — Василий Иванович Кропотка-Яловицкий (? — после 1534), согласно описанию войска Великого княжества Литовского 1528 года, должен был выставлять со своих владений на военные нужды 2 всадников (что свидетельствует о том, что у него было в то время 48 «дымов» подданных; по сравнению с числом подданных, приписанных к имениям других представителей княжеских родов, осевших на Волыни, это довольно немного).
Сыновьями Василия Кропотки-Яловицкого и его жены Овдотьи Олехновны, урождённой Козинской были князья Иаков (Яков) Васильевич и Трофим Васильевич. После смерти в 1564 старшего из братьев — Иакова — род Кропоток- Яловицких «по мечу» угас, а все родовые владения унаследовали его зятья князь Михаил Ружинский, Дмитрий Долматович-Исайковский, Василий Привередовский, Григорий Данилович Слуцкий (родоначальник Чеконских) и Степан Русинович-Берестецкий.